# Lijst van rivieren in Alabama
Dit is een lijst van de rivieren in Alabama.
- Alabama
- Bear Creek
- Black Warrior River
- Blackwater River
- Broglen River
- Buttahatchee River
- Cahaba River
- Chattahoochee River
- Chattooga River
- Choctawhatchee River
- Conecuh River
- Coosa River
- Dog River
- Duck River
- East Fork River
- Elk River
- Escambia River
- Escatawpa River
- Fish River
- Flint River
- Fowl River
- Little Choctawhatchee River
- Little New River
- Little River
- Little Tallapoosa River
- Little Warrior River
- Locust Fork
- Magnolia River
- Mobile River
- Mulberry Fork
- New River
- North River
- Noxubee River
- Paint Rock River
- Patsaliga Creek
- Pea River
- Perdido River
- Sepulga River
- Sipsey River
- Sipsey Fork
- Styx River
- Sucarnoochee River
- Tallapoosa River
- Tennessee
- Tensaw River
- Tombigbee
- Yellow River

Alabama · Alaska · Arizona · Arkansas ·  Californië · Colorado · Connecticut · Delaware · Florida · Georgia · Hawaï · Idaho ·  Illinois · Indiana · Iowa · Kansas · Kentucky · Louisiana · Maine · Maryland · Massachusetts · Michigan · Minnesota · Mississippi · Missouri · Montana · Nebraska · Nevada · New Hampshire · New Jersey · New Mexico · New York ·  North Carolina · North Dakota · Ohio · Oklahoma · Oregon · Pennsylvania · Rhode Island · South Carolina · South Dakota · Tennessee · Texas · Utah · Vermont · Virginia · Washington (staat) · Washington D.C. · West Virginia · Wisconsin · Wyoming